# ستيفن كارلتون كلارك
ستيفن كارلتون كلارك (بالإنجليزية: Stephen Carlton Clark)‏ هو فاعل خير وسياسي أمريكي، ولد في 29 أغسطس 1882 في كوبرستاون في الولايات المتحدة، وتوفي في 17 سبتمبر 1960 في نيويورك في الولايات المتحدة. حزبياً، نشط في الحزب الجمهوري. وقد انتخب عضو جمعية ولاية نيويورك.

## معرض صور

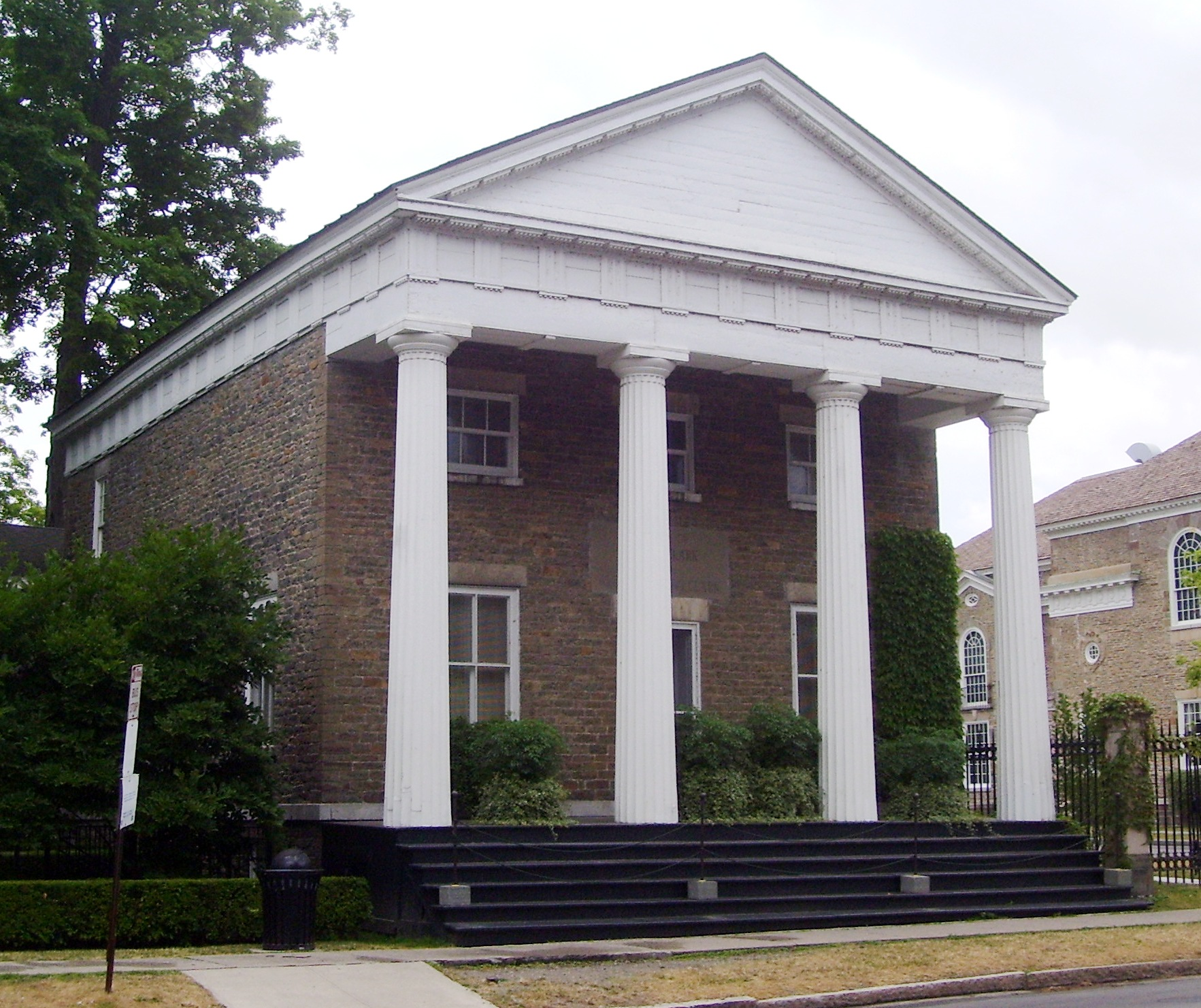
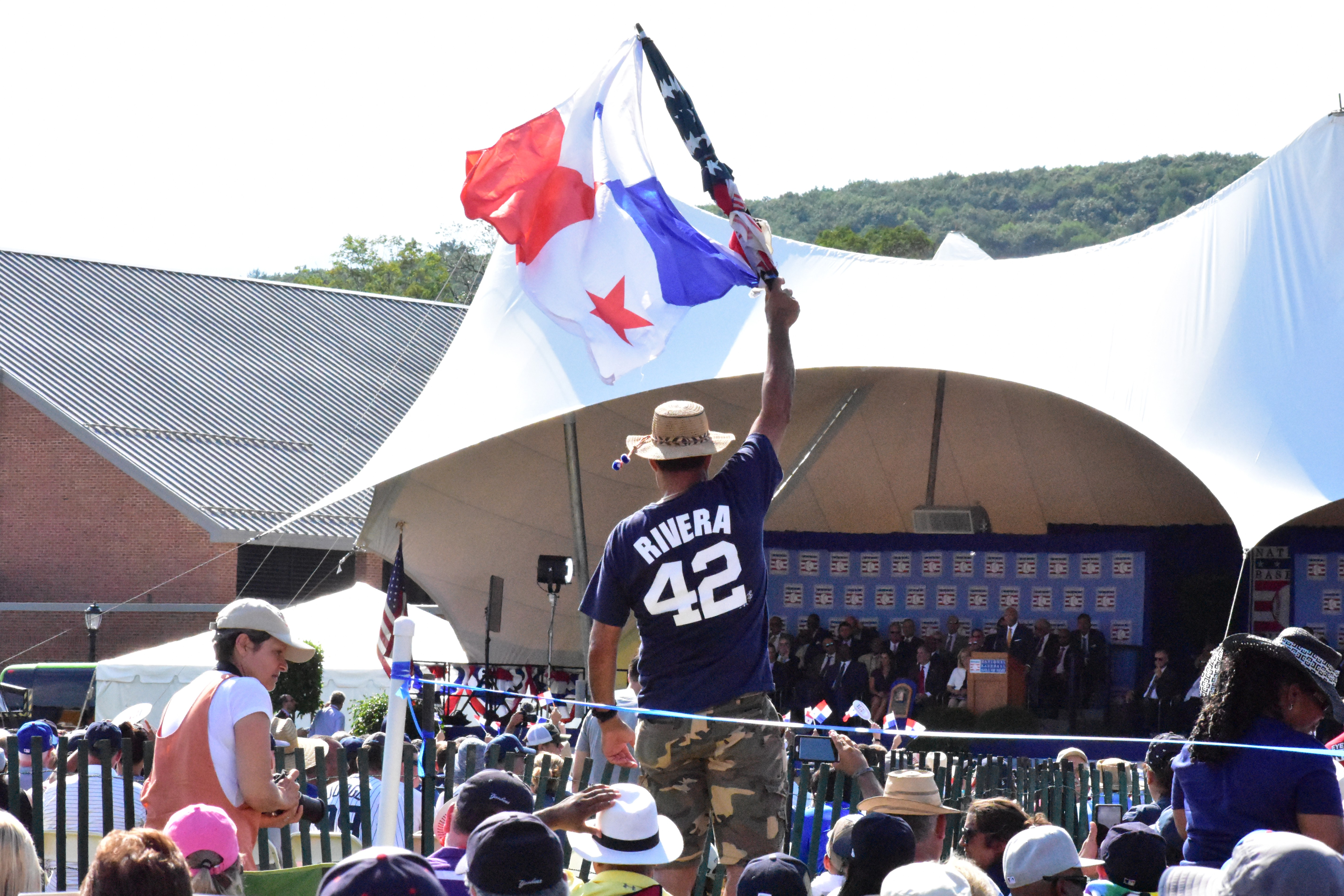
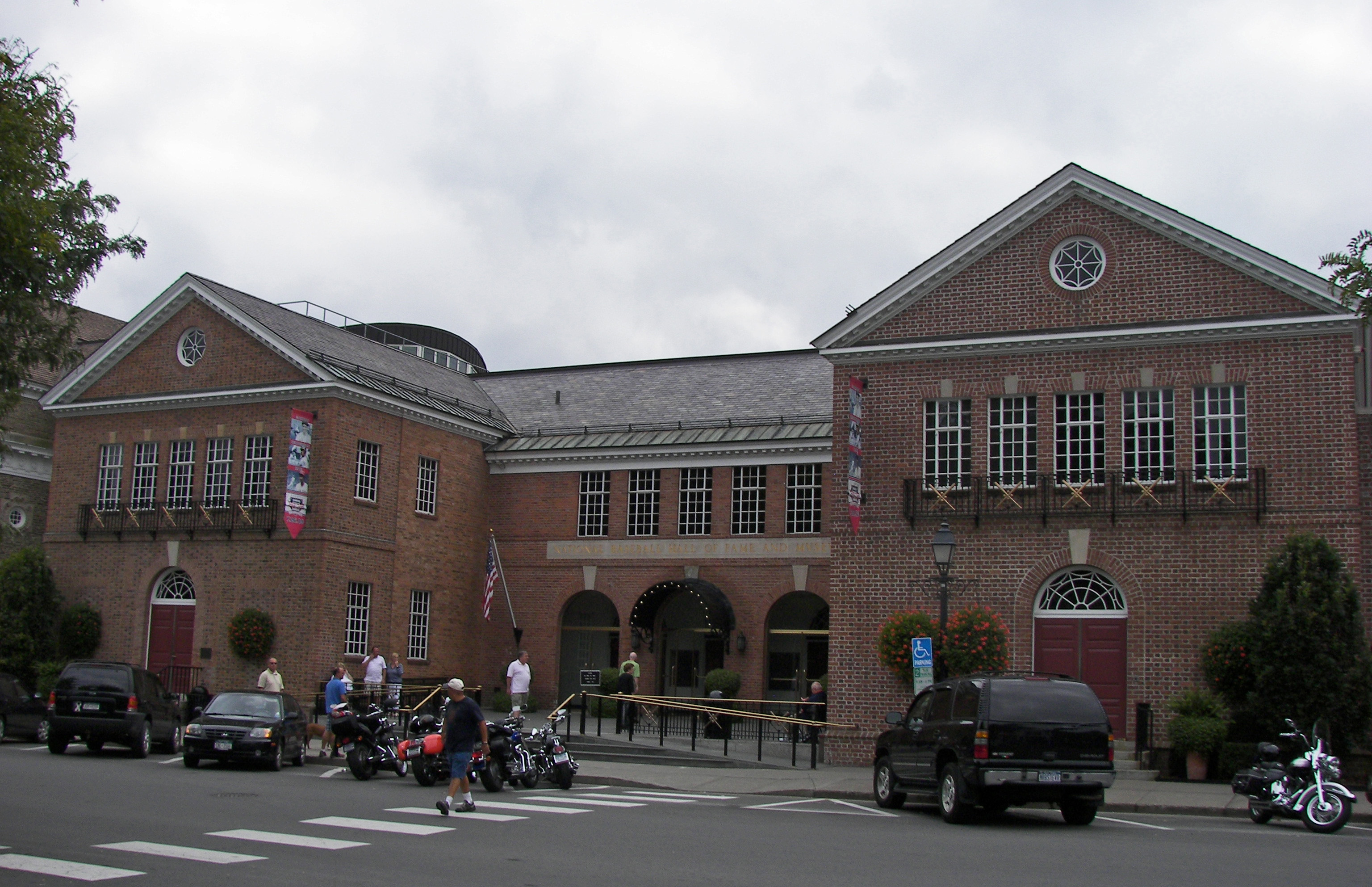
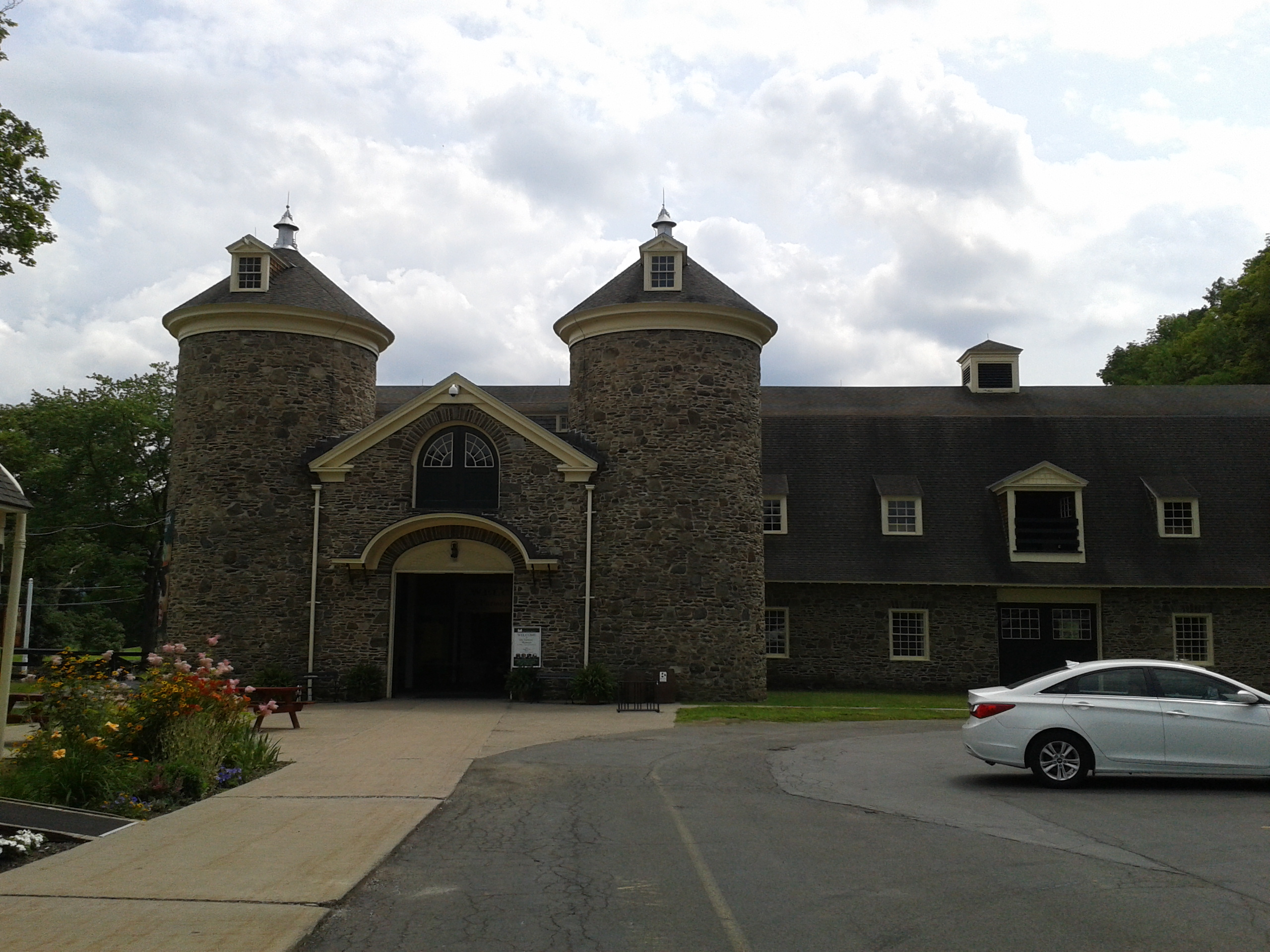
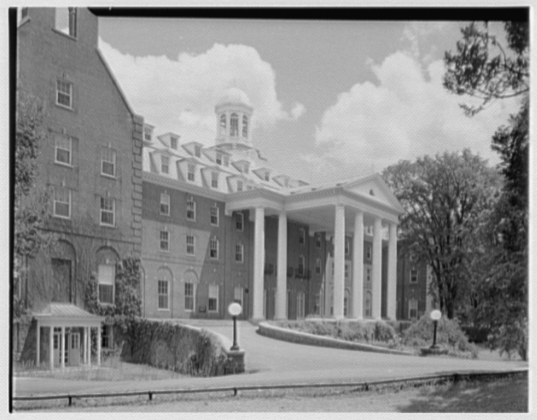
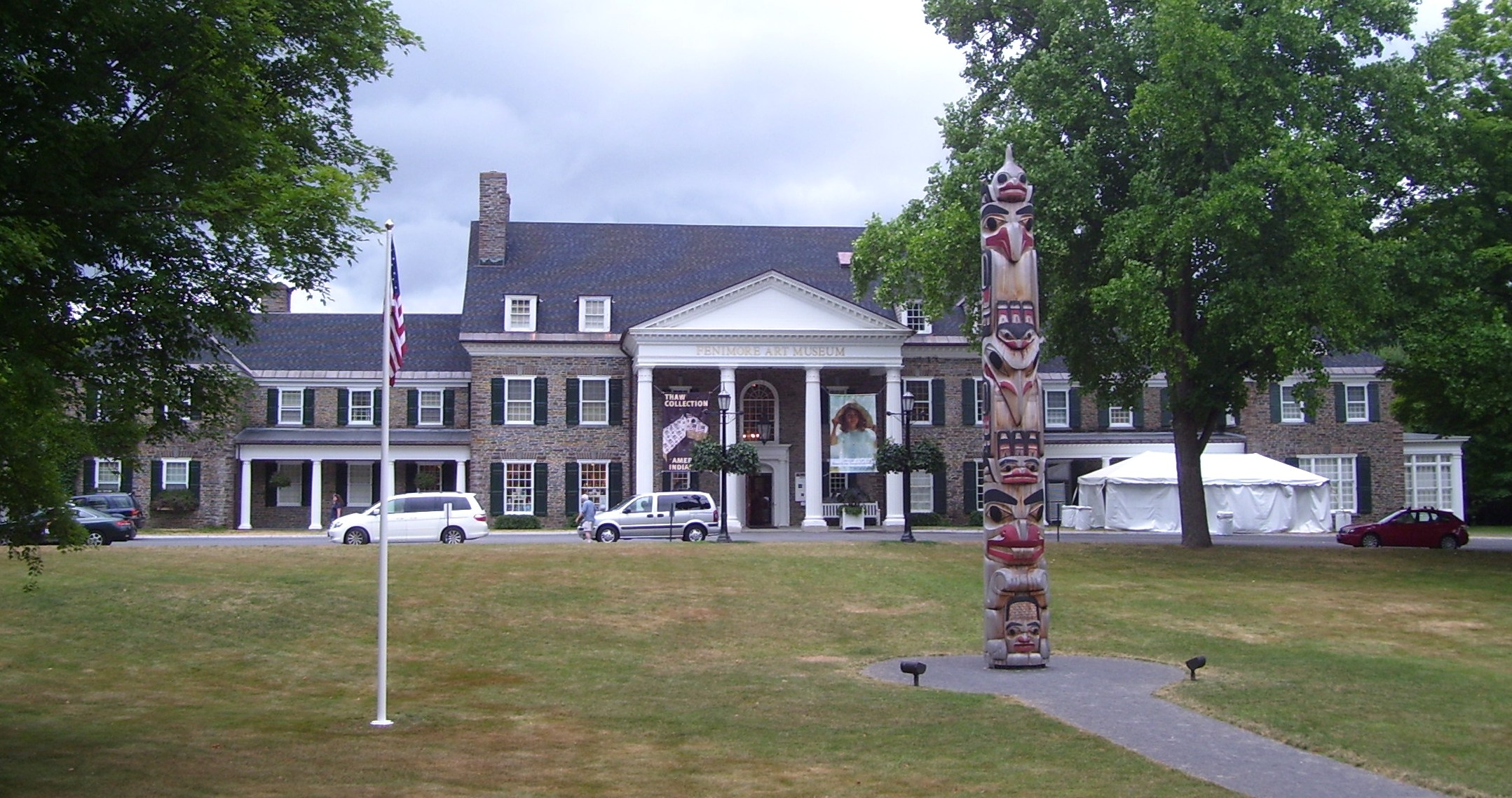